# Nikolauskapelle (Kempten)

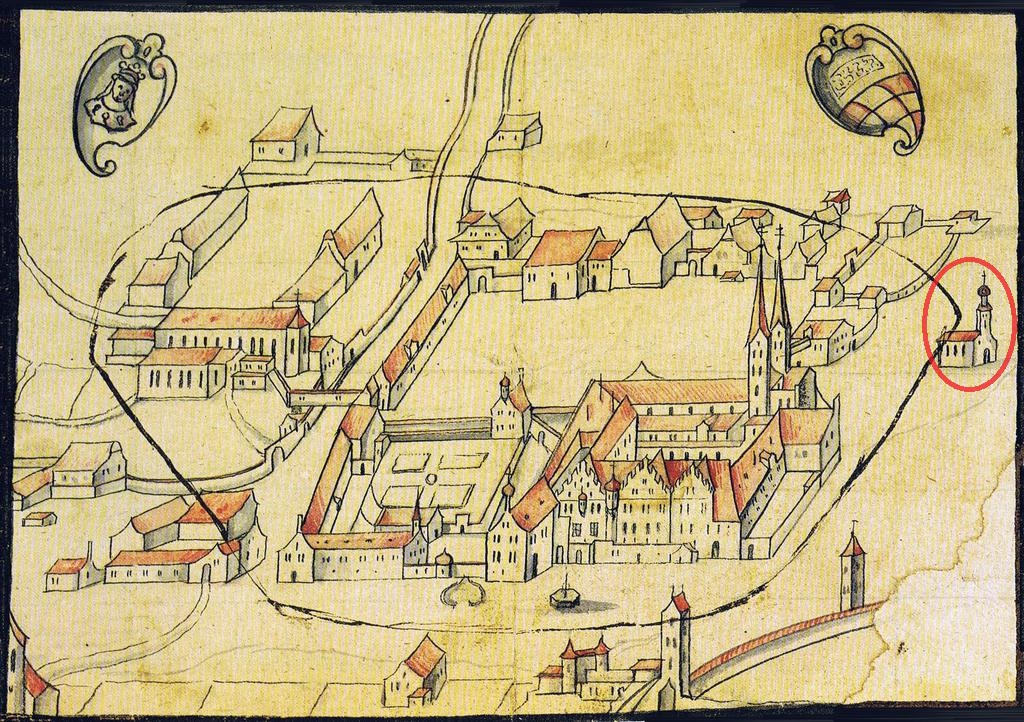
Das Klosterareal im Jahr 1632: Die Nikolauskapelle ist rechts mit einem roten Kreis markiert.

Die Nikolauskapelle (auch St. Nikolaus und Nikolauskirche) auf dem Gelände des Klosters Kempten wurde 973 durch Ulrich von Augsburg geweiht. Sie war das erste dem heiligen Nikolaus von Myra geweihte Gotteshaus in Süddeutschland und ein Zeugnis der wachsenden Verehrung dieses Heiligen im Abendland.
Im Dreißigjährigen Krieg wurde sie – wie auch das benachbarte Marienmünster des Klosters – zerstört. Die Überreste der Kapelle und ihres früheren Friedhofs, beide als Bodendenkmal mit der Nummer D-7-8227-0194 eingetragen, liegen heute unter einem Parkplatz (früher ein Holzgarten) östlich des Hofgartens. Auf diesem Parkplatz möchte das Polizeipräsidium Schwaben Süd/West eine neue zentrale Dienststelle errichten. Gegen dieses Vorhaben an der sensiblen Stelle neben Hofgarten und Residenz gibt es in der Bevölkerung Widerstand. Es ist unklar, inwiefern mehrere Meter unter Bodenniveau noch Mauerwerk und archäologisch bedeutsame Befunde erhalten sein könnten.
Eine eigenständige Nikolauskapelle oder -kirche gibt es – abgesehen von der russisch-orthodoxen Nikolausgemeinde der Seelenkapelle – in Kempten seither nicht mehr, nur noch eine Nikolauskapelle in der Basilika St. Lorenz, der neuen Stiftskirche des Klosters nach dem Dreißigjährigen Krieg.